# Эступиньян, Виктор
Ви́ктор Эступинья́н (исп. Víctor Manuel Estupiñán Mairongo; род. 5 марта 1988 в провинции Эсмеральдас) — эквадорский футболист, нападающий. Наиболее известен по выступлениям за клуб ЛДУ Кито. В настоящее время выступает за «Мушук Руна».

## Биография
Виктор Эступиньян — воспитанник школы клуба ЛДУ Кито. В 2006 году его впервые привлекли к играм основного состава. С 2007 года он стал участником многих турниров, которые выиграл эквадорский клуб, как на внутренней, так и на международной арене. Эступиньян дважды выигрывал первенство Эквадора, в 2008 году стал обладателем Кубка Либертадорес. В победной кампании Виктор сыграл за ЛДУ лишь в двух матчах.
В 2009 году Эступиньян сыграл 1 матч в розыгрыше Южноамериканского кубка, и присоединился к числу игроков, которые выиграли за 2 года оба престижнейших клубных трофея под эгидой КОНМЕБОЛ. В 2010 году Эступиньян также выиграл Рекопу Южной Америки. Однако стать по-настоящему игроком основного состава в ЛДУ Эступиньяну не удалось, и в 2011 году нападающий перешёл в клуб MLS «Чивас США». Эступиньян довольно успешно начал сезон, но вскоре выбыл из основы, проведя за год лишь 9 матчей в чемпионате и забив 1 гол. Клуб не стал продлевать с игроком контракт.
В первой половине 2012 года Виктор выступал за «Универсидад Католику» из Кито, после чего перешёл в «Текнико Университарио». В 2014 году выступал за «Депортиво Кито». На предварительной стадии розыгрыша Кубка Либертадорес 2014 года его гол помог обыграть знаменитый «Ботафого», но поскольку в домашней игре бразильская команды была сильнее 4:0, эта победа не позволила пробиться «Депортиво Кито» в групповую стадию.
В 2007—2010 годах Эступиньян выступал за юношескую и молодёжную сборные Эквадора. В 2010 году стал в составе сборной до 20 лет победителем международного турнира в Алькудии.

## Титулы
- Чемпион Эквадора (2): 2007, 2010
- Обладатель Кубка Либертадорес (1): 2008
- Обладатель Южноамериканского кубка (1): 2009
- Обладатель Рекопы (1): 2010